# Norrbådan, Nagu
Norrbådan är en klippa nära Husskär i Nagu,  Finland.   Den ligger i Pargas stad i den ekonomiska regionen  Åboland  och landskapet Egentliga Finland. Ön ligger omkring 4 kilometer nordost om Husskär, omkring 25 kilometer sydost om Nagu kyrka,  51 kilometer söder om Åbo och 160 km väster om Helsingfors. Närmaste allmänna förbindelse är förbindelsebryggan vid Knivskär som trafikeras av M/S Nordep.
Terrängen runt Norrbådan är mycket platt.  Det finns inga samhällen i närheten. 